# Ampelophaga harterti
Ampelophaga harterti är en fjärilsart som beskrevs av Rothschild 1894. Ampelophaga harterti ingår i släktet Ampelophaga och familjen svärmare. Inga underarter finns listade i Catalogue of Life.